# Babakocsi

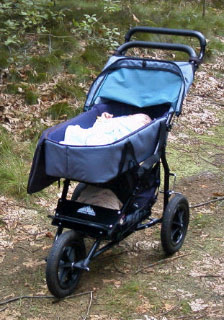
Modern babakocsi

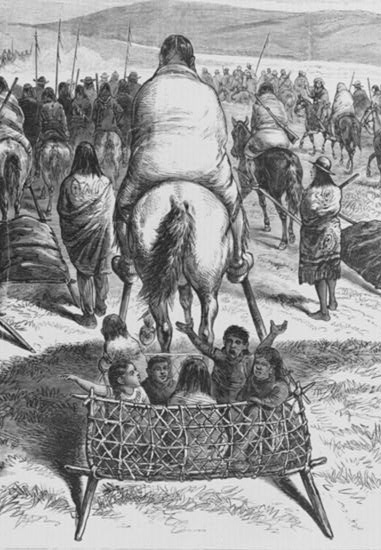
1877-es rajzon nevadai indiánok használnak csúszkát a gyermekszállításhoz

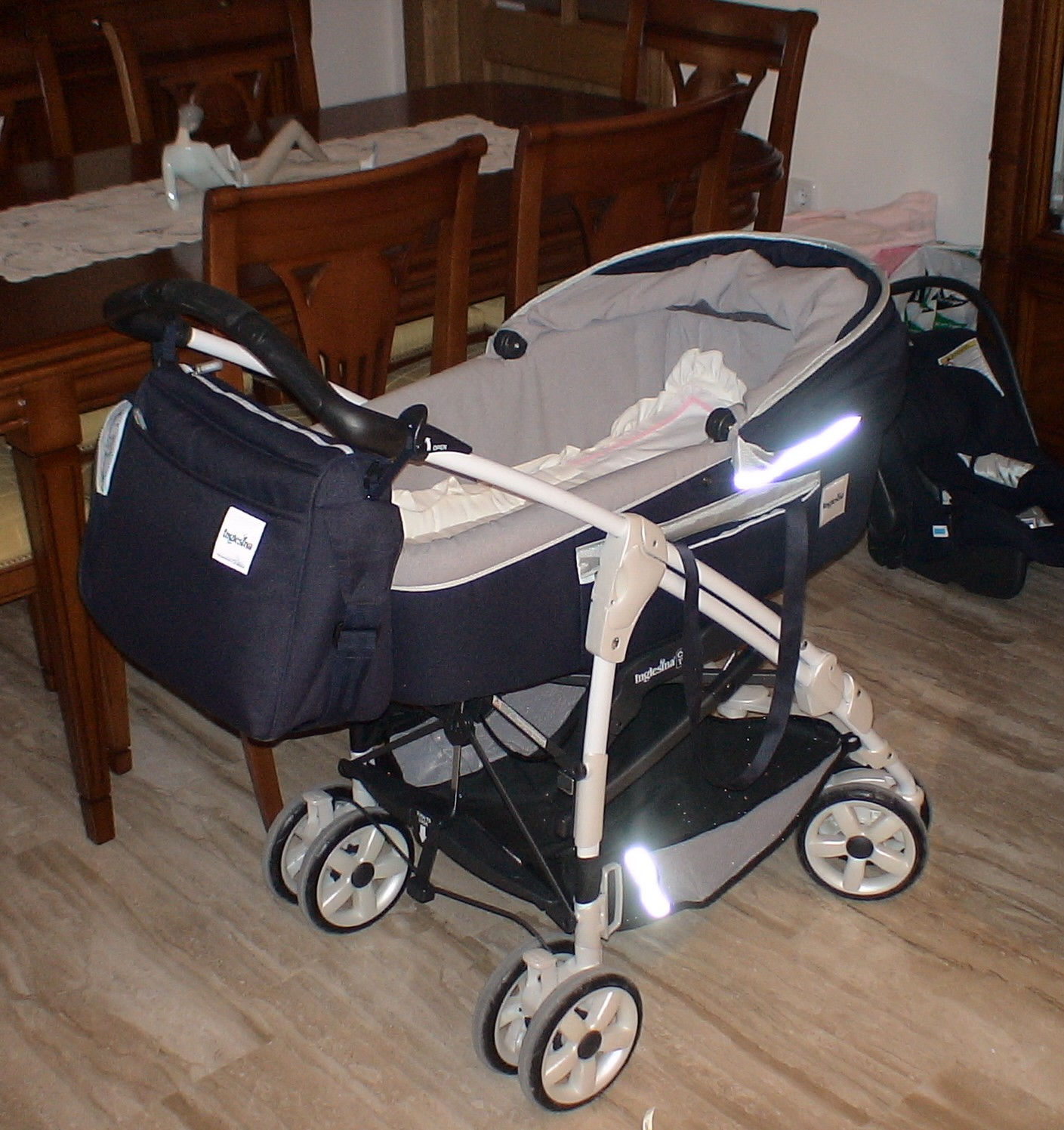
Háromfunkciós babakocsi

A babakocsi csecsemők és kisgyermekek szállítására alkalmas eszköz. Két leggyakoribb fajtája az egyfunkciós sport babakocsi a már ülni tudó gyermekek részére, illetve a többfunkciós babakocsi mely újszülöttkortól akár óvodás korig használható. Mindkettő létezik ikergyermekek számára készült kivitelben is.

## Története
Az első babakocsit William Kent építész alkotta meg 1733-ban William Cavendish nemes kérésére.  Az USA-ban 1830-ban kezdték az első babakocsikat forgalmazni, ez Benjamin Potter Crandall nevéhez valamint a F.A. Whitney Carriage Társasághoz köthető. Ezek fából épültek, jókora bronz illesztő és dekorációs elemekkel. 
1889-ben William H. Richardson tette praktikusabbá az eddig elég ormótlan szerkezeteket: szabadalma lehetővé tette a fogantyú átfordításával a tolás irányának megválasztását, valamint a kerekei önállóan forogtak a korábbi két kötött tengelyes megoldás helyett. Ezek révén az eszközök jóval könnyebben kezelhetővé váltak. 1920-as évekre a továbbfejlesztett babakocsik (fék, nagyobb kerekek, rugózás) elterjedtté váltak.
1965-ben Owen Maclaren repülőmérnök felesége panaszait meghallgatva egy könnyű alumíniumvázas babakocsit szerkesztett, felhajtható árnyékolóval. Tervével megkereste a Maclaren céget, mely gyártásban is megvalósította. Ez a modell aztán további gyártmányok alapjává vált.

## Típusai
Egyfunkciós sport babakocsik a már ülni képes gyermekek részére használatosak. Jellemzően könnyebbek mint az újszülöttek számára is alkalmas változatok, mai modellek mindegyike összecsukható kivitelben készül. Legkisebbre csukható fajták az esernyőkocsik, melyek csak nevüket kapták a kinyitott méretük töredékére hajtható használati tárgyról. A csak mózeskosár résszel rendelkező mély babakocsik, melyekben a csecsemő fekvő helyzetben utazik, gyártása mára szinte teljesen megszűnt. 
Többfunkciós babakocsik mind az újszülöttek számára alkalmas fekvő mind pedig ülőrésszel is rendelkeznek. A csecsemők részére vízszintes fekvést egyes modelleknél egyszerűen a háttámla döntésével, másoknál mózeskosárrá alakításával vagy az ülés mózeskosárral történő cseréjével oldható meg. A travel system babakocsi kifejezés azokra a babakocsikra vonatkozik, melyekre autóba köthető csecsemőülés, bébi hordozó is csatlakoztatható.
Valódi sport babakocsik a kifejezetten futáshoz kialakított babakocsik. Gyakoribb elnevezés a futó babakocsi, a sport jelző széles körben elterjedt helytelen használata miatt. Ezek 3 kerekűek, minimum 16 colos biciklire emlékeztető kerékmérettel és kézi fékkel felszereltek. Terep és aszfalton való futásra, nem mindennapi hétköznapi használatra lettek kifejlesztve. Átmenti típust képeznek a jogger babakocsik, melyek ugyancsak 3 kerekű változatok, nagyobb kerékmérettel mint városi társaik, de kisebbel mint a futó babakocsiké. Megtartották többfunkciós előnyüket a futó kocsikkal szemben, így nemcsak aszfalton való kocogásra, de mindennapi használatra is alkalmasak.

## Közlekedés
A gyermek kényelme szempontjából is igen fontos, hogy milyen a babakocsi kereke és felfüggesztése. Léteznek három és négykerekű típusok, illetve felfújható, vagy szilárd kerekes kocsik is. A nagy, felfújható kerék, főleg rossz útviszonyok esetén, például macskaköves utcában nagyon hasznos, ugyanakkor a nagyobb kerekek valamivel nehezebbé teszik a kocsit.
A modern babakocsikat a gyártók sokféle lengéscsillapító rendszerrel látják el, például a vázon is találhatók rugók. Fontos, hogy a babakocsi kerekei oldalirányban is forgathatók legyenek, illetve a biztonság szempontjából az is, hogy a kerekeket fékezni, illetve álló helyzetben rögzíteni lehessen, akár külön-külön is.
Közlekedés szempontjából fontos tényező a babakocsi tömege, hiszen sokat kell emelgetni őket. Egy átlagos babakocsi súlya 10 kg körül mozog, de egy többfunkciós babakocsi 15 kg-ot is nyomhat. A gyártók ezt egyre könnyebb anyagok használatával próbálják csökkenteni.

## Kiegészítő funkciók
Több babakocsinak dönthető a háttámlája, akár 5-6 állítható pozícióval is rendelkeznek.
A fékezésen kívül a másik hasznos biztonsági eszköz az öv. Ez annál jobb, minél több ponton rögzíti a babát, az ötpontos a legbiztonságosabb.
A legtöbb sportbabakocsi összecsukható. Megkülönböztetünk lapra és esernyő alakúra csukódó típusokat. Vásárláskor érdemes arra is figyelni, hogy a babakocsi biztosan beférjen a kocsi csomagtartójába.
Praktikus kiegészítő a babakocsi aljában található kosár, bevásárló háló, vagy pelenkázó táska, napernyő vagy lehajtható árnyékoló és a babakocsira szerelhető játékok. A sportbabakocsikon sokszor italtartós tálcát is találunk. A tisztításban sokat segít a cserélhető huzat.